# Chimarra sedlaceki
Chimarra sedlaceki là một loài Trichoptera trong họ Philopotamidae. Chúng phân bố ở miền Australasia.